# Оптичари
Оптичари (мкд. Оптичари) су насеље у Северној Македонији, у јужном делу државе. Оптичари припадају општини Битољ.

## Географија
Насеље Оптичари је смештено у крајње јужном делу Северне Македоније. Од најближег већег града, Битоља, насеље је удаљено 10 km југоисточно.
Оптичари се налазе у јужном делу Пелагоније, највеће висоравни Северне Македоније. Насељски атар је равничарски, док се даље, ка западу, издиже планина Баба. Источно од села тече Црна Река. Надморска висина насеља је приближно 580 метара.
Клима у насељу је умереноконтинентална.

## Становништво
Оптичари су према последњем попису из 2021. године имали 242 становника.
| Национални састав према попису из 2021.‍ | Национални састав према попису из 2021.‍ | Национални састав према попису из 2021.‍ | Национални састав према попису из 2021.‍ | Национални састав према попису из 2021.‍ |
| --------------------------------------- | --------------------------------------- | --------------------------------------- | --------------------------------------- | --------------------------------------- |
|                                         |                                         |                                         |                                         |                                         |
| Македонци                               | Македонци                               |                                         | 233                                     | 96,3%                                   |

Већинска вероисповест је православље.